# 리처드 르원틴
리처드 찰스 르원틴(Richard Charles Lewontin, 1929년 3월 29일 ~ 2021년 7월 4일)은 미국의 진화생물학자, 수학자, 유전학자, 사회평론가이다. 집단 유전학 및 진화 이론 의 수학적 기초를 개발하는 데 기여했다. 분자생물학 기술을 유전 변이 및 진화 문제에 적용하는 데 기여했다.
획기적인 1966년 논문에서 르원틴은 분자 진화의 현대 분야를 위한 무대를 마련하는 데 기여했다. 1979년 그와 스티븐 제이 굴드는 스팬드럴이라는 용어를 진화론에 도입했다. 1973년부터 1998년까지 그는 하버드 대학교에서 동물학 및 생물학 교수로 재직했으며 2003년부터 2021년 사망할 때까지 그곳에서 연구 교수로 재직했다.
Lewontin은 이론적 및 실험적 집단유전학 모두에서 일했다. 그의 작업의 특징은 신기술에 대한 관심이었다. 그는 단일 유전자 좌위의 행동에 대한 컴퓨터 시뮬레이션을 수행한 인물이었다.
1966년 그와 J.L. Hubby는 유전학에 혁명을 일으킨 논문을 발표했다.
1975년 E. O. 윌슨의 책 《사회생물학》이 인간의 사회적 행동에 대한 진화론적 설명을 제안했을 때 르원틴, 스티븐 제이 굴드 등의 생물학자들은 부정적인 반응을 보였다. 르원틴 및 굴드는 윌슨을 강하게 비판하였다. 르원틴은 대표 저서 《우리 유전자 안에 없다 : 생물학·이념·인간의 본성》(1984, 공저)에서 생물학적 결정론 또는 생물학적 환원론을 비판하는데, 사회생물학도 생물학적 결정론의 한 형태로 비판받는다.